# هنري ويلارد دينيسون
هنري ويلارد دينيسون (بالإنجليزية: Henry Willard Denison)‏ هو قاضي ودبلوماسي ومحامي أمريكي، ولد في 11 مايو 1846 في غويلدهول في الولايات المتحدة، وتوفي في 13 يوليو 1914 في طوكيو في اليابان بسبب سكتة.